# Tonkino (Nischni Nowgorod)
Tonkino (russisch То́нкино) ist eine Siedlung städtischen Typs in der Oblast Nischni Nowgorod in Russland mit 5103 Einwohnern (Stand 14. Oktober 2010).

## Geographie
Der Ort liegt knapp 200 km Luftlinie nordöstlich des Oblastverwaltungszentrums Nischni Nowgorod knapp 15 km von der Grenze zur Oblast Kirow. Er befindet sich an der Jachta, einem linken Zufluss des Usta-Nebenflusses Waja.
Tonkino ist Verwaltungszentrum des Rajons Tonkinski sowie Sitz der Stadtgemeinde (gorodskoje posselenije) Rabotschi possjolok Tonkino, zu der außerdem die Dörfer Dwojeglasowo (6 km südlich), Jelchowka (2 km südöstlich), Kamennoje (3 km südöstlich), Lomnoje (5 km östlich), Nowoje Tonkino (5 km südöstlich) und Schwezkoje (7 km südsüdwestlich) gehören.

## Geschichte
Der Ort wurde von Altorthodoxen gegründet und 1710 (nach anderen Angaben 1723) erstmals urkundlich erwähnt. Er gehörte in Folge zum Ujesd Warnawin des Gouvernements Kostroma und war ab 1797 Sitz einer Wolost.
1929 wurde Tonkino Verwaltungssitz eines neu geschaffenen, nach ihm benannten Rajons, der aber kurz darauf vorübergehend wieder aufgelöst und 1936 neu geschaffen wurde. Seit 1972 besitzt der Ort den Status einer Siedlung städtischen Typs.

### Bevölkerungsentwicklung
| Jahr | Einwohner |
| ---- | --------- |
| 1897 | 877       |
| 1939 | 184       |
| 1959 | 1996      |
| 1970 | 3007      |
| 1979 | 4584      |
| 1989 | 5637      |
| 2002 | 5499      |
| 2010 | 5103      |

Anmerkung: Volkszählungsdaten

## Verkehr
Tonkino liegt an der Regionalstraße 22K-0012, die bei Arja unweit der Kleinstadt Uren von der 22R-0159 Nischni Nowgorod – Schachunja (– Jaransk) abzweigt und weiter in südlicher Richtung über das benachbarte Rajonzentrum Scharanga zur Grenze der Republik Mari El verläuft, dort in Richtung Kilemary.
Im gut 30 km nordwestlich gelegenen Arja befindet sich an der Strecke Moskau – Nischni Nowgorod – Kotelnitsch auch die nächstgelegene Bahnstation.